# Limonia goodenoughensis
Limonia goodenoughensis är en tvåvingeart som beskrevs av Alexander 1978. Limonia goodenoughensis ingår i släktet Limonia och familjen småharkrankar. Inga underarter finns listade i Catalogue of Life.